# Šanov (ort i Tjeckien, Södra Mähren)
Šanov är en ort i Tjeckien.   Den ligger i regionen Södra Mähren, i den sydöstra delen av landet, 200 km sydost om huvudstaden Prag. Šanov ligger 197 meter över havet och antalet invånare är 1 253.
Terrängen runt Šanov är platt. Runt Šanov är det ganska tätbefolkat, med 56 invånare per kvadratkilometer. Närmaste större samhälle är Mikulov, 19,0 km öster om Šanov. Trakten runt Šanov består till största delen av jordbruksmark.